# Pierre Guigoz
Pierre Guigoz est un maître maçon et tailleur de pierres du début du XVIe siècle établi à Ollon, puis à Aigle, dans le pays de Vaud, en Suisse.